# Muzaffer Ozak
 (août 2022).
La mise en forme du texte ne suit pas les recommandations de Wikipédia : il faut le « wikifier ».
Les points d'amélioration suivants sont les cas les plus fréquents. Le détail des points à revoir est peut-être précisé sur la page de discussion.
- Les titres sont pré-formatés par le logiciel. Ils ne sont ni en capitales, ni en gras.
- Le texte ne doit pas être écrit en capitales (les noms de famille non plus), ni en gras, ni en italique, ni en « petit »…
- Le gras n'est utilisé que pour surligner le titre de l'article dans l'introduction, une seule fois.
- L'italique est rarement utilisé : mots en langue étrangère, titres d'œuvres, noms de bateaux, etc.
- Les citations ne sont pas en italique mais en corps de texte normal. Elles sont entourées par des guillemets français : « et ».
- Les listes à puces sont à éviter, des paragraphes rédigés étant largement préférés. Les tableaux sont à réserver à la présentation de données structurées (résultats, etc.).
- Les appels de note de bas de page (petits chiffres en exposant, introduits par l'outil «  Source ») sont à placer entre la fin de phrase et le point final[comme ça].
- Les liens internes (vers d'autres articles de Wikipédia) sont à choisir avec parcimonie. Créez des liens vers des articles approfondissant le sujet. Les termes génériques sans rapport avec le sujet sont à éviter, ainsi que les répétitions de liens vers un même terme.
- Les liens externes sont à placer uniquement dans une section « Liens externes », à la fin de l'article. Ces liens sont à choisir avec parcimonie suivant les règles définies. Si un lien sert de source à l'article, son insertion dans le texte est à faire par les notes de bas de page.
- La présentation des références doit suivre les conventions bibliographiques. Il est recommandé d'utiliser les modèles {{Ouvrage}}, {{Chapitre}}, {{Article}}, {{Lien web}} et/ou {{Bibliographie}}. Le mode d'édition visuel peut mettre en forme automatiquement les références.
- Insérer une infobox (cadre d'informations à droite) n'est pas obligatoire pour parachever la mise en page.

Pour une aide détaillée, merci de consulter Aide:Wikification.
Si vous pensez que ces points ont été résolus, vous pouvez retirer ce bandeau et améliorer la mise en forme d'un autre article.
Muzaffer Ozak (officiellement : Cheikh Muzaffer Özak Âșkî al-Jerrahi) (1916 - 12 février 1985) est un auteur spirituel musulman turc, imam, et le 19e cheikh de l'Ordre des derviches Halveti-Jerrahi, un ordre soufi ottoman traditionnel basé à Istanbul. Il remplit cette fonction de 1966 à 1985, devenant respecté dans les pays occidentaux en raison de ses visites à travers l'Europe et les États-Unis d'Amérique, où il célèbre des cérémonies publiques de dhikr avec ses derviches. Il est également bien connu en Turquie pour ses ilahis, hymnes soufis turcs. Muzaffer Ozak dirige également une petite boutique dans le bazar du livre historique, Sahaflar Çarşısı, qui dessert encore aujourd'hui la communauté.
Les disciples et successeurs les plus éminents de Muzaffer Ozak en Amérique du Nord sont Tosun Bayrak, Lex Hixon et Philippa de Menil. Après la mort d'Ozak, la tariqa est scindée en l'Ordre soufi Nur Ashki Jerrahi et l'Ordre Jerrahi d'Amérique, le premier reflétant une orientation plus "universaliste" et le second plus "traditionnel". Muzaffer Ozak a sciemment encouragé différentes interprétations de ses enseignements tout en montrant qu'il n'était pas dans son intention de séparer l'Ordre Halveti-Jerrahi. De plus, il élargit son horizon afin d'adopter les interprétations plus adaptatives de son message par rapport à la perspective plus conservatrice, mais toujours légitime, des traditionalistes.
Le prédécesseur immédiat d'Ozak en tant que maître de l'Ordre était Ibrahim Fahreddin (1885-1966), qui fut le 18e à remplir ce rôle, de 1914 à 1966. Son successeur immédiat en tant que cheikh était Sefer Dal (1926–1999), qui fut le 20e maître de l'Ordre de 1985 à 1999. Le disciple et successeur le plus éminent d'Ozak en Turquie est le cheikh Ömer Tuğrul İnançer (né en 1946), qui est le 21e maître de l'ordre Halveti-Jerrahi depuis 1999, où il supervise les activités de la communauté depuis leur tekke de trois cents ans à Fatih, à Istanbul.

## Œuvres
- Irşad
  - Anglais : Irshad – Wisdom of a Sufi master
- Aşk Yolu Vuslat Tariki
  - Anglais : The Unveiling of Love
  - Espagnol : La Develación del Amor
- Envar-ül-Kulub
  - Anglais : Lights of the Hearts
- Ziynet-ül-Kulub
  - Anglais : Adornments of Hearts
- Gülsar-i Arifan
- Hazret-i Meryem (non publié en turc)
  - Anglais : Blessed Virgin Mary
  - Allemand : Die gesegnete Jungfrau Maria im Islam
  - Espagnol : Mariam
- Sofiyye Sohbetleri (non publié en turc)
  - Anglais : Garden of Dervishes
- Love is the Wine (édité par Robert Frager)
  - Allemand : Der Wein der Sufis (zusammengestellt von Robert Frager)
    - (Titre de la première édition : Liebe ist der Wein )

  - Espagnol : El Amor es el Vino (recompilado por R. Frager)

## Enregistrements audio
- LP Halveti-Jerrahi-Dhikr
  - Journey to the Lord of Power
- CD Chant des Derviches de Turquie
  - La Cérémonie du Zikr
  - (5. Festival des Arts Traditionnels 1978, Rennes, France)
- CD Garden of Paradise
  - Sufi Ceremony of Remembrance
  - (enregistré le 5 avril 1983 à Istanbul, Turquie)
- CD Reunion
  - Ceremonial Music of the Sufis
  - (enregistré le 16 avril 1984 à New York, États-Unis)